# 大普羅霍德
50°12′7″N 36°19′47″E / 50.20194°N 36.32972°E
大普羅霍德（烏克蘭語：Великі Проходи）是位於烏克蘭東部的村莊，由哈爾科夫州哈爾科夫區的德爾哈奇市鎮負責管轄。該村始建於1660年，面積3.25平方公里，海拔高度170米，2001年人口1,003，人口密度每平方公里3.25人。